# Nerocila barramundae
Nerocila barramundae är en kräftdjursart som beskrevs av Bruce1987. Nerocila barramundae ingår i släktet Nerocila och familjen Cymothoidae. Inga underarter finns listade i Catalogue of Life.